# Olegius
Olegius is een geslacht van kevers uit de familie van de loopkevers (Carabidae). De wetenschappelijke naam van het geslacht is voor het eerst geldig gepubliceerd in 1996 door Komarov.

## Soorten
Het geslacht Olegius is monotypisch en omvat slechts de volgende soort:
- Olegius turkmenicus Komarov, 1996